# Manal Abdel Samad
Manal Abdel Samad Najd (arabisch منال عبد الصمد, DMG Manāl ʿAbd aṣ-Ṣamad; * 1975) ist eine libanesische Finanzwissenschaftlerin. Von Januar bis August 2020 war sie Informationsministerin im Kabinett Diab.

## Leben und Wirken
Manal Abdel Samad schrieb ihre Masterarbeit 2009 über den Einfluss der öffentlichen Verwaltung auf die Steuereinnahmen im Libanon – ein empirischer Ansatz. In einem weiteren Werk beschäftigte sie sich mit Steuerreformen und den Auswirkungen auf die GCC-Staaten (Tax Reforms: A Ripple Effect from Lebanon to the GCC States, 2017). Zuletzt war sie als Leiterin der Abteilung für Mehrwertsteuerprüfung und Steuerrückerstattung im Finanzministerium tätig. Daneben lehrte sie als Dozentin an Universitäten im Libanon.
Abdel Samad ist als Vertreterin der Bevölkerungsgruppe der Drusen seit dem 21. Januar 2020 Informationsministerin im Kabinett von Hassan Diab.
Am 9. August 2020 erklärte sie nach den Protesten in Folge der Explosionskatastrophe im Hafen von Beirut  ihren Rücktritt.